# ماركوس البرتي
ماركوس البرتي (بالإسبانية: Charly Alberti)‏ هو موسيقي أرجنتيني، ولد في 27 مارس 1963 في بوينس آيرس في الأرجنتين.

## وصلات خارجية
- الموقع الرسمي
- ماركوس البرتي على موقع IMDb (الإنجليزية)
- ماركوس البرتي على موقع ميوزك برينز (الإنجليزية)
- ماركوس البرتي على موقع قاعدة بيانات الفيلم (الإنجليزية)